# José de la Serna
José de la Serna y Martínez de Hinojosa, I conde de los Andes (Jerez de la Frontera, 1 de mayo de 1770 - Cádiz, 6 de julio de 1832), fue un noble, militar y administrador virreinal español que detentó el cargo de virrey del Perú en la etapa final del Imperio español en América del Sur.

## Carrera militar
Hijo de Álvaro José de la Serna y Figueroa y de Nicolasa Martínez de Hinojosa y Trujillo. Se forma como cadete en 1782 en la Academia de Artillería de Segovia, y ascendió a subteniente en 1787, y siendo compañero de Luis Daoiz consigue recibirse como oficial de artillería, participó en el año 1790 en la defensa del sitio de Ceuta, participando en las salidas que destruyeron todos los recursos del ejército sitiador del emperador de Marruecos, obligándole a levantar el cerco sobre la ciudad.
Participa en la guerra del Rosellón y Cataluña contra la Convención Nacional (Revolución Francesa) de la Primera República francesa, y embarcado también en distintas campañas navales entre los años 1789 y 1802 continuó sus servicios en la escuadra de José de Mazarredo contra la armada inglesa, y en la expedición sobre Brest del año 1799. En 1805 ascendió al grado de teniente coronel.
Graduado sargento mayor del segundo Regimiento de Artillería, con cuya unidad concurrió a la defensa de Valencia, y después a la de Zaragoza, a donde llegó en los primeros días de agosto de 1808, mandando las compañías de artilleros de plaza pertenecientes a las divisiones enviadas por la Junta Suprema de Valencia en auxilio de los aragoneses.
Participa en la defensa de Zaragoza, concretamente en la defensa del Convento de San José, en los arrabales de la ciudad, y en la defensa de Puerta Quemada y es hecho prisionero en este segundo sitio de Zaragoza, llevado forzadamente a Francia, desde donde emprende una temeraria fuga de su prisión consiguiendo huir por Austria hasta Salónica y embarcarse a España para reincorporarse a la lucha contra Napoleón Bonaparte. Ascendido a coronel del cuerpo de artilleros en 1812 obtuvo el mando del tercer Regimiento, y al terminar la guerra de la Independencia española, en la que alcanzó nombradía, merece el alto grado de brigadier del ejército.

## Guerra de la Independencia Hispanoamericana

### Campañas del Alto Perú
Tras haber combatido en la guerra de Independencia española contra la ocupación Napoleónica, desde 1815 fue destinado para servir como oficial en el Virreinato del Perú y afectado al teatro de operaciones en el Alto Perú.
Emprendió desde el año 1816 una serie de campañas militares para pacificar distintos territorios altoperuanos ocupados por guerrilleros insurgentes, denominados republiquetas, cada uno de los cuales ejercía una dominación en su zona respondiendo a las Provincias Unidas del Río de la Plata por lo que quedaban fuera del dominio de la monarquía.
En la misma línea procedió más al sur a la ocupación de Jujuy y Salta, intentando avanzar a Tucumán, obstaculizado por la feroz resistencia que le opusieron los gauchos de Güemes en la frontera norte, a pesar de haber derrotado a su comandante en La Puna, el marqués de Yavi, el 15 de noviembre de 1816.
Sus tropas entonces estaban conformadas por más de siete mil soldados organizados en catorce cuerpos de línea repartidos en dos armas, caballería e infantería. Estaban compuestos por los Húsares del Rey, los Dragones de la Unión de Fernándo VII, dos batallones de Granaderos de las Imperiales de Alejandro, el batallón de Granaderos de la Guardia y el de Cazadores a Caballo. Contaba para tal invasión con mil caballos frescos sin monta, otras mil mulas y el soporte de una fuerza de artillería de veinte cañones.[cita requerida]
En el año 1817, el virrey Joaquín de la Pezuela encargó a De la Serna la misión de emprender otro avance a Tucumán con los recursos que dispusiera en el Alto Perú para atraer la atención del poderoso ejército que se preparaba en Mendoza para invadir la Capitanía General de Chile. José de La Serna se opuso a esta medida, y llamó la atención de la carencia absoluta de caballería en el ejército, lo que no le permitiría conservar ni sus comunicaciones ni su logística, además de expresar su disconformidad con el fundamento de la campaña por las enormes distancias que separaban el Alto Perú del ejército del general José de San Martín situado en Mendoza. Sin embargo, bajo manifiestos de levantar el estandarte real en Buenos Aires, obedeció la orden, emprendiendo lo mandado por el virrey Pezuela con el resultado infructoso que le había anticipado.

## San Martín en el Perú
Durante el gobierno del virrey Joaquín de la Pezuela, el 8 de septiembre de 1820, desembarca en la bahía de Paracas el general José de San Martín, proveniente del sur, con su Expedición Libertadora, y establece sus cuarteles en la localidad de Pisco, donde contaba con la simpatía de los lugareños patriotas.
El Virrey, en cumplimiento a los dictámenes de España, propicia una reunión con San Martín en Miraflores, donde se reunieron representantes de ambos líderes a partir del 25 de septiembre de 1820. La conferencia fracasó debido a las posiciones antagónicas de los interlocutores: los patriotas pedían que se les reconociese la Independencia, en tanto España pedía el sometimiento al Rey y a la Constitución Liberal de 1812.
Tras el fracaso de las negociaciones,  San Martín envía al general Álvarez de Arenales, desde su cuartel general en Pisco, a la Segunda campaña de Arenales a la sierra del Perú, para combatir a los españoles, sumar adeptos y cercar la ciudad de Lima. Fue en este viaje de Arenales cuando dos compañías realistas enteras se pasaron al lado patriota y quedan bajo el mando de Arenales. Este no tuvo mucho éxito en su campaña, y el resultado fue el repliegue de Lima del ejército real del Perú, al mando de José de la Serna, hacía sus cuarteles del Cuzco.

## Mando de La Serna en el Perú

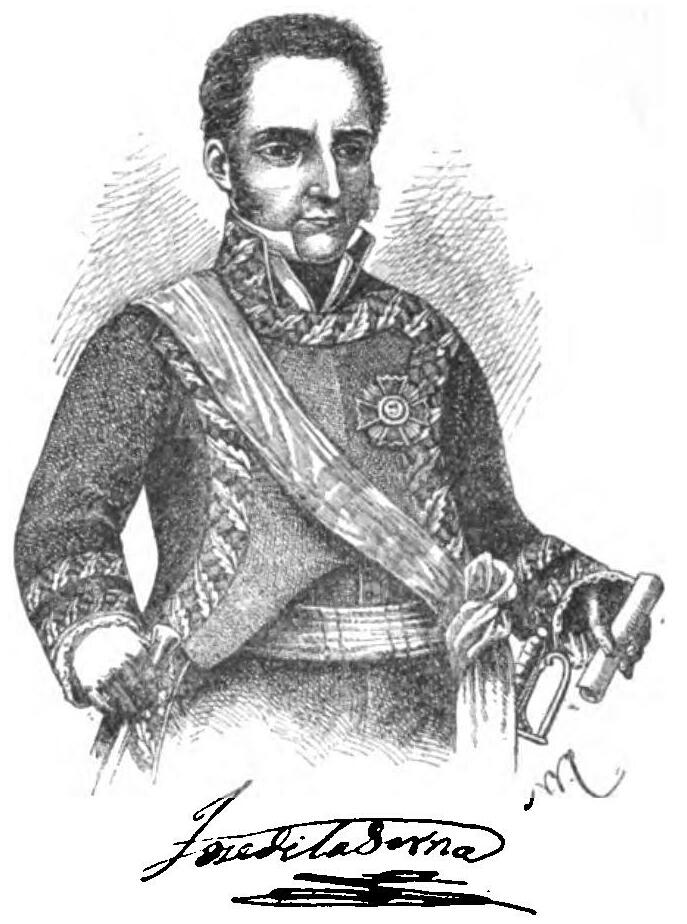
José de la Serna y su firma, grabado en Tradiciones peruanas.

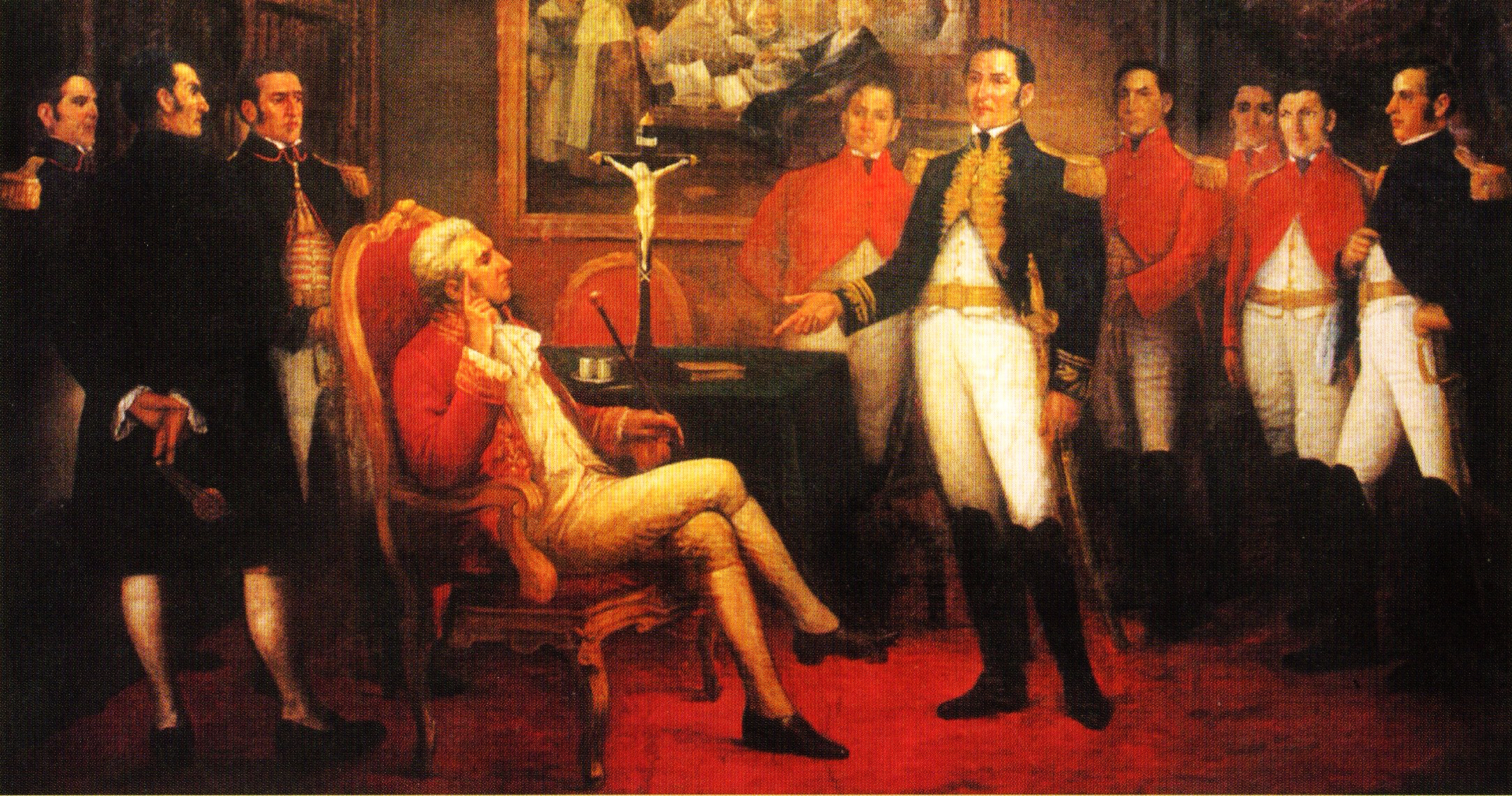
La entrevista de Punchauca con el general rioplatense José de San Martín.

Los éxitos patriotas, la inactividad del ejército de Lima, y el proyecto de capitulación de Pezuela ocasionaron que el bando español cuestionase el desempeño del virrey Pezuela, contra quien los jefes españoles dan un ultimátum en Aznapuquio, tras lo cual se encarga la dirección de la guerra al general de mayor graduación, José de la Serna e Hinojosa.
El 29 de enero de 1821, en razón del pronunciamiento de Aznapuquio contra Pezuela, La Serna tomó el mando como capitán general y jefe político superior, lo que fue aprobado por el gobierno liberal. Más tarde, La Serna recibiría también la confirmación de su nombramiento de virrey por parte del gobierno absolutista de Fernando VII el 9 de agosto de 1824, tres días después de la batalla de Junín.
El 2 de junio, en la hacienda Punchauca, se reunieron el comisionado por las cortes, el general José de San Martín y el nuevo capitán general José de la Serna. San Martín pidió el reconocimiento de la Independencia del Perú, y De la Serna la indivisibilidad de la Corona española, de modo que la conferencia de Punchauca fracasó.
El 5 de junio de 1821, el capitán general José de la Serna, anunció a los limeños que abandonaba la capital, dejando al entonces general realista José de La Mar con una fuerza que se refugió en el Callao, al amparo de la fortaleza del Real Felipe. Salió de la ciudad con todo su ejército el 6 de julio, para asentar su gobierno en el Cuzco.
El General San Martín entonces entró en Lima el 10 de julio, donde fue recibido con júbilo de su adeptos y por el recelo de los partidarios españoles. El 15 de julio se firmó el acta de la Independencia del estado peruano en el cabildo de Lima que era presidido por el alcalde Isidro de Cortázar y Abarca.
De la Serna no tuvo mucho tiempo para gobernar sino para combatir. Logró llevar la primera imprenta al Cuzco y comenzó a imprimir desde allí el famoso periódico El Depositario, en el cual colaboró por igual el cáustico escritor Gaspar García y Rico. En espera de refuerzos que nunca llegaron al Perú consiguió sostenerse tres años más, permaneciendo aún en la provincia del Cusco en 1824, y tras sufrir la rebelión y traición del general Pedro Antonio Olañeta fue derrotado y capturado por el general Antonio José de Sucre con su ejército patriota en la Batalla de Ayacucho. La Serna resultó con siete heridas de gravedad en la batalla; y bajo la capitulación de Ayacucho, pudo ser liberado y se le permitió regresar a España.

## Vuelta a España
Tras la recuperación de sus heridas embarcó en enero de 1825 desde el puerto de Quilca en la fragata francesa Ernestine y, desembarcando en Burdeos, volvió finalmente a España, donde, superando en los tribunales militares las aclaraciones requeridas por él mismo en relación con su mando en el Perú, el rey Fernando VII reconoció su heroísmo (ante documentos como una felicitación de Bolívar) y fue recompensado con honores agradeciéndole con el título de Conde de los Andes. Murió en Cádiz, en julio de 1832, a los 62 años de edad, sin dejar descendencia, rodeado del duelo de camaradas del cuerpo de artillería y de quienes sirvieron con él bajo las banderas realistas.[cita requerida]